# Recanto das Emas
Recanto das Emas est une région administrative du District fédéral au Brésil.

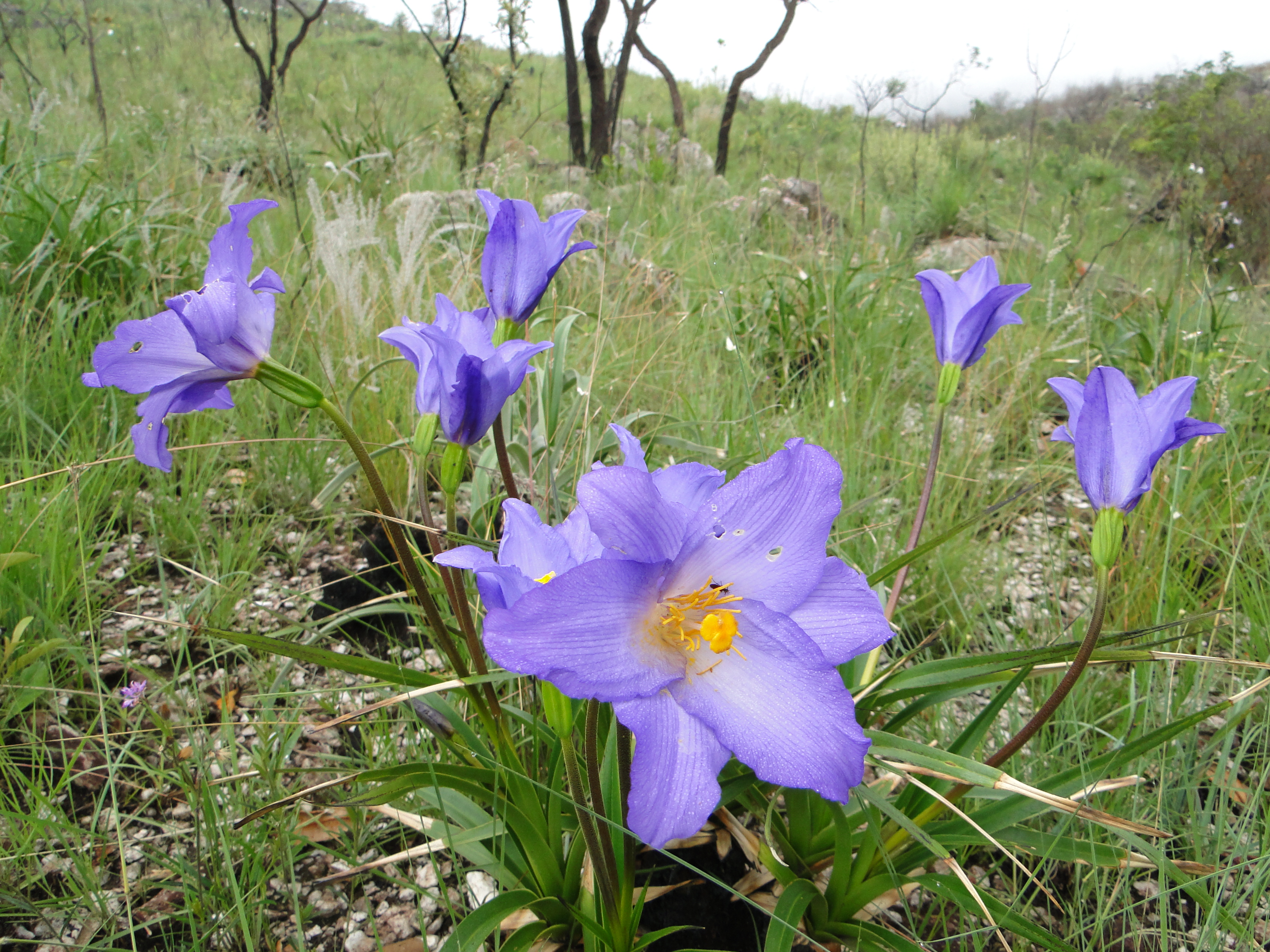
Canela de Ema, une plante typique du Recanto das Emas

## Histoire
La région administrative (en portugais : região administrativa) du Recanto das Emas a été créée le 28 juillet 1993, par la loi 510/93.